# ودرواج
تقع قرية ودرواج في ولاية الجزيرة في الاتجاة الجنوبي الغربي لمدينة ودمدني. وتبعد حوالي 18 كيلو متر عن حاضرة الولاية ودمدني؛ وتبعد حوالي 10 كيلو مترات عن قرية السوريبة. تتاخمها من الجنوب قرية «حمد النيل»، ومن الغرب قرية «أم بشير»، ومن الشرق قرية «حامد».
يسكن قرية ودرواج قبيلتا الكواهــلة والمسلمية؛، تربط بينهما العديد من الروابط الاجتماعية والمصاهرة والنسب، تشكل مثالاً للتعايش السلمي
قديماً كان يطلق على القرية اسم الدار، نسبة لدار مؤسس القرية دار ودرواح. لكن مع مرور الزمن أصبحت تعرف ب (ودرواج).
من المعالم المهمة بالقرية مسجد ودرواج، الذي تم بناؤه في بداية الثمانينات، ومدرسة ودرواج الأساسية، التي تم تشييدها في بداية التسعينات، ومركز صحي ودرواج الذي تم تشييده أيضاً في بداية التسعينات.